# Eremiaphila lefebvrii
Eremiaphila lefebvrii är en bönsyrseart som beskrevs av Hermann Burmeister 1838. Eremiaphila lefebvrii ingår i släktet Eremiaphila och familjen Eremiaphilidae. Inga underarter finns listade i Catalogue of Life.